# Ülejõe (Anija)
Ülejõe is een plaats in de Estlandse gemeente Anija, provincie Harjumaa. De plaats heeft de status van dorp (Estisch: küla).

## Bevolking
Het dorp had 202 inwoners op 31 december 2011 en 212 inwoners op 31 december 2021.